# Хлопці і музичний автомат
«Хлопці і музичний автомат» (італ. Ragazzi del Juke-Box) — італійська музична комедія, що вийшла 13 серпня 1959 року режисера Лучо Фульчі.

## Сюжет
Пан Сезарі, що володіє великим музичним лейблом, дуже любить традиційні мелодії Італії. Однак коли він потрапляє у в'язницю, компанія переходить в руки його дочки Джулії, яка надає перевагу модним сучасним ритмам.

## У ролях
- Маріо Каротенуто — Чезарі
- Ельке Зоммер — Джулія
- Ентоні Стеффен — Паоло Мачеллоні
- Джакомо Фурія — Дженнаріно
- Івет Массон — Марія Даванцале
- Фред Бускальоне — Фред
- Джанні Меччіа — Джиммі
- Бетті Кертіс — Бетті Доріс
- Адріано Челентано — Адріано

## Знімальна група
- Режисер — Лучо Фульчі;
- Сценарій — Лучо Фульчі, Вітторіо Вігі, П'єро Вівареллі;
- Продюсер — Джованні Аддессі, Еліос Верчеллоні;
- Оператор — Карло Монтуорі;
- Художник — Оттавіо Скотті;
- Монтаж — Габріель Веріел.